# Aradits László
Aradits László (Lugos, 1940. szeptember 3. – Nagyvárad, 1997. november 16.) magyar újságíró, műsorszerkesztő.

## Életútja
Szülővárosában végezte a magyar nyelvű líceumot, a kolozsvári Pedagógiai Intézetben szerzett képesítést. Falvakban tanított, 1965-től a kolozsvári, 1971-től a bukaresti rádió magyar szerkesztője, 1973-tól a Román Televízió Magyar Szerkesztőségének munkatársa.
Riportjai, interjúi az Utunk, Ifjúmunkás, Falvak Dolgozó Népe, Munkásélet hasábjain jelentek meg. Romániai magyar művészekről, írókról, tudósokról készített portréfilmjei és tévériportjai közül nevezetesebb beszélgetése az Afrikából hazalátogató Sáska Lászlóval és Pap István mezőgazdasági akadémiai professzorral készített sorozata a dálnoki mezőgazdasági termelőszövetkezetről, filmje egy fekete-tengeri tutajkalandról s a Halászhajóval az Atlanti-óceánon, valamint a Kézdivásárhelyt, Felsőbányát és a munténiai Alexandriát bemutató városkép.
1985 januárjában megszűnt a bukaresti televízió magyar adása, csak későn este adtak egy rövid tájékoztató műsort. A diktátor bukása után indult újra a magyar adás sugárzása 1990. január 8-án. Aradits László és barátai (Aradits Lukács Zsuzsanna, Feczkó Zoltán, Öllerer József, Miklós Pataki Georgina és két fiatal Kacsó Sándor és Györfi György) éjjel-nappal a televízióban dolgoztak.
Az 1990. márciusi marosvásárhelyi véres események közepette filmet forgatott élete kockáztatásával, majd a bukaresti katonai kórházban felkereste a sebesült Sütő Andrást.